# Daniel Mizonzo
Daniel Mizonzo né le 29 septembre 1953 à Nzaou-Mouyondzi, est un prêtre catholique romain, évêque de Nkayi depuis 2002. 

## Biographie
Il a été ordonné prêtre le 12 juillet 1981 et incardiné dans le diocèse de Nkayi. Après son ordination, il est devenu recteur du petit séminaire de Loango et deux ans plus tard, il est devenu prêtre à Mouyondzi. En 1987, il a commencé à donner des conférences en philosophie au Grand séminaire de Brazzaville. En 1993, à l'université Paris-Nanterre, il a étudié la philologie française et la philosophie, dont il obtient le diplôme en 2000. 

### Épiscopat
Le 16 octobre 2001, le pape Jean-Paul II le nomme évêque de Nkayi et le 6 janvier 2002, il lui remet personnellement son épiscopat au Vatican. Le 3 février 2002, le nouvel évêque a été intronisé dans la cathédrale Saint-Louis de Nkayi. Il remplace à cette fonction Bernard Nsayi démissionnaire.
Sa devise est : "Faites tout pour Dieu"
Le 25 avril 2015, il a été élu président de la Conférence des évêques du Congo.